# Église Saint-Hermeland de Bagneux
 (janvier 2022).
Si vous disposez d'ouvrages ou d'articles de référence ou si vous connaissez des sites web de qualité traitant du thème abordé ici, merci de compléter l'article en donnant les références utiles à sa vérifiabilité et en les liant à la section « Notes et références ».
L'église Saint-Hermeland est une église paroissiale catholique située à Bagneux dans le département des Hauts-de-Seine. Elle était avant la Révolution rattachée à l'archidiaconé de Josas
L'édifice, élevé en 1011 sur les restes d'un édifice antérieur qui était la plus ancienne église de la région et dont la crypte datait du VIe siècle, puis reconstruit au XIIe siècle, fait l’objet d’un classement à l'inventaire des monuments historiques depuis 1862. Il est surnommé la « petite Notre-Dame ».
La paroisse Saint-Hermeland est l'une des 14 paroisses du doyenné de la Pointe Sud, l'un des neuf doyennés du diocèse de Nanterre.

## Édifice

### Localisation
L'édifice est situé au no 8, place de la République à Bagneux dans le département des Hauts-de-Seine.

### Construction
Le bâtiment actuel, dépourvu de crypte, a été construit sur les restes d'un édifice antérieur qui était la plus ancienne église de la région et dont la crypte datait du VIe siècle. Il date de la première période du gothique (1175) sous le règne de Philippe-Auguste ; il est achevé sous celui de Louis IX, vers 1230-1240, à l'exception de la base du clocher qui est du début du XIIe siècle. Des différences dans le profil des nervures et la qualité des sculptures permettent de dire que l'édifice fut réalisé en deux campagnes. Le chœur (1180) ayant précédé la nef (1230-1240). Il fut très remanié en 1845 et en 1870.
L'édifice fait l’objet d’un classement à l'inventaire des monuments historiques depuis 1862.

#### Nef et bas-côtés
Datant de 1230-1240, la nef offre une certaine ressemblance avec celle de Notre-Dame de Paris dont elle dépendait du chapitre des chanoines. Elle mesure 31,25 m de long sur 13,44 m de large. Les clefs de voûte culminent à 11 m, ornées de feuilles et rosaces. Celle du bas-côté nord figure une main du Père bénissant et l'agneau mystique. Sur les trois premières travées de la nef, trois figures d'hommes ou d'anges, orientées vers le chœur, symbolisent les trois vertus théologales ; trois figures grotesques, symboles des vices, leur tournent le dos.
Les colonnes rondes sont surmontées de chapiteaux ornés de feuillages et de crochets. Les clés de voûte sont sculptées de feuilles et de rosaces, de têtes humaines sculptées ou de fantastiques. Le triforium est supporté par des colonnes rondes avec des baies, trois par travées chacune réunies sous un arc de décharge en plein cintre, surmontées d'oculi. Les voûtes des bas-côtés reposent sur des consoles.
On remarquait autrefois une belle grille qui fut volée au début de la Révolution française.

#### Chœur et collatéraux
Bâti vers 1180, le chœur fut également construit en deux campagnes. Les parties hautes semblent avoir été achevées dans le premier quart du XIIIe siècle. On ignore les causes de l'interruption de ces campagnes mais les architectes Girard et Schœlter mentionnent qu'« un mur qui était peut-être le portail de l'église antérieure a été arasé en sa partie supérieure dans le comble actuel, pour y passer la charpente du grand comble, ce qui indiquerait que la première charpente couvrant le chœur a été enlevée au moment d'une autre campagne ». Ce mur a probablement dû séparer le chœur de la nef ou fermer l'édifice quand le chœur formait toute l'église. Au niveau du triforium, entre le chœur et la nef, le mur plein existe encore et c'est par une très petite ouverture que l'on passe à travers le triforium de la nef à celui du chœur. Le poids de ce mur justifie le grossissement du pilier fort à cet endroit et la construction d'une arcade unique dans ce bas-côté.
Le triforium du chœur ne possède que deux arcades, différent du triforium en triplet qui orne la nef sur les deux côtés.
Le chœur possède des chapiteaux reposant sur des colonnettes en délit dont le nombre varie. Ils sont ornés de feuillages, les clés de voûte sont sculptées. Le chœur de même élévation, au chevet plat qui a remplacé l'abside circulaire, comporte de chaque côté une chapelle orientée de même élévation. Il est délimité par un arc doubleau et comprend deux voûtes. Celle proche de l'arc doubleau est barlongue et celle à proximité du chevet est sexpartite.

#### Chapelles latérales

##### Chapelle du Saint-Sacrement
À l'avant du bas-côté nord, l'autel comporte un tabernacle renfermant les hosties consacrées. Ce tabernacle en bois sculpté est l'œuvre de Pierre de Grauw (1921-2016), représentant le Buisson ardent où Dieu apparut à Moïse. Le vitrail contemporain, créé en 2019 par Gilles Audoux, évoque l'élévation de l'âme de saint Hermeland.

##### Chapelle de la Vierge
La chapelle de la Vierge, à l'avant du bas-côté sud, comporte un autel retable de la seconde partie du XVIIIe siècle, de plan rectangulaire à élévation droite et adossé. La moulure, ainsi que le décor central sont sculptés dans la masse. L'ornementation de forme architecturale — pilastre, cannelure, chapiteau — comprend une iconographie du Saint-Esprit sur gloire rayonnante au centre de la façade principale de l'autel et de part et d'autre de la niche centrale, avec des colonnes, chapiteaux et guirlandes de fleurs sur le retable.
Pierre-Eugène de Surbeck et son épouse furent inhumés devant l'autel. Leur dalle funéraire disparut durant la Révolution.

### Extérieur

#### Portail et tympan

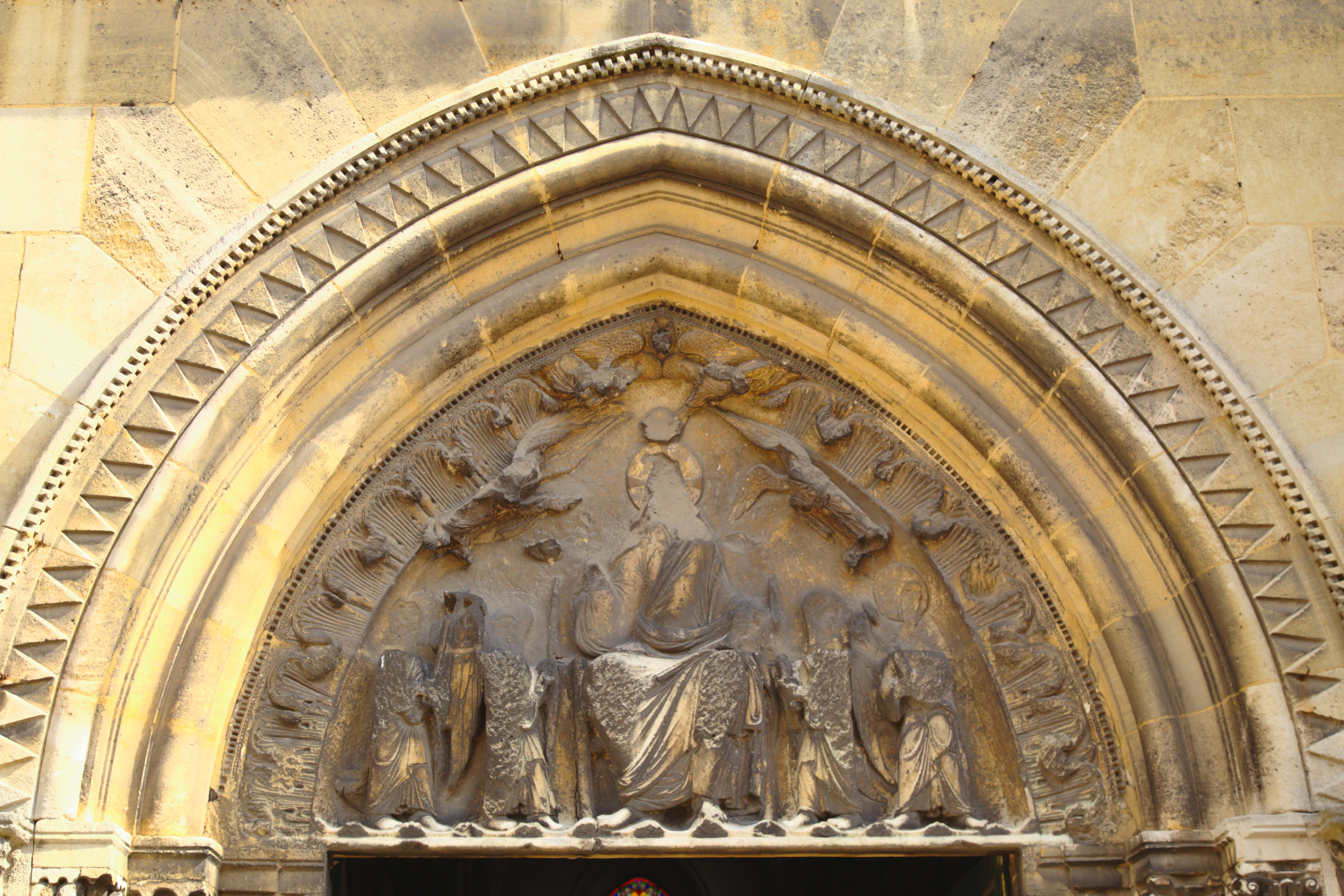
Le tympan.

Le portail occidental de la façade, restauré entre 1845 et 1847, est à six chapiteaux de style roman, historiés et date du quatrième quart du XIIe siècle.
Au tympan mutilé lors de la Révolution française figure le Jugement dernier en calcaire taillé en haut-relief, thème fréquent du XIIe siècle. Ces sculptures furent ensuite recouvertes d'une couche de plâtre avant d'être dégagées au cours des restaurations de la façade en 1844 par l'architecte Claude Naissant (1801-1879).
« Dieu  accompagné de quatre anges tenant chacun un chandelier », telle est la description donnée par Jean Lebeuf entre (1754-1757). En 1835, l'archéologue Ferdinand de Guilhermy étudie cet édifice et donne sa version des éléments qu'il y reconnaît : « Le Christ, assis, la main droite levée, bénissant son peuple, tenant dans la main gauche un livre est entouré de quatre anges. Deux tiennent une couronne au-dessus de la tête du Christ, tandis que les deux autres tiennent des flambeaux. Derrière eux, à droite, Saint Pierre, qui tient une clef et à gauche un personnage (agenouillé) que l'on pense être Saint Paul. » À cette époque, les traces de polychromie du tympan était encore visibles : « Les feuilles du chapiteau étaient vertes. Les personnages avaient des vêtements bleus et rouges […] La tunique du Christ était bleue et son manteau rouge ; ces deux vêtements alternaient aussi sur les vêtements des autres personnages […] Les nimbes étaient jaunes ». Les figures sont décapitées mais gardent beaucoup de majesté, écrivent Jacques Hillairet et Georges Poisson, dans leur  Évocation du Grand Paris : La Banlieue sud, en 1956.
L'analyse précise des pigments retrouvés sur ce tympan, a permis leur restitution par projection vidéo, que le visiteur peut admirer à la tombée de la nuit, à partir de 20 heures, et pendant le premier quart de chaque heure, jusqu'à 23 heures.

##### Colonnettes et chapiteaux
Les six chapiteaux des colonnettes du portail supportant le linteau et l'archivolte — et qui semblent provenir de l'église primitive qui encadrent le portail —, furent déposées. Les deux colonnettes les plus proches de la porte étant plus courte furent allongées par le pied pour les égaliser avec les quatre autres lors des travaux de 1844-1848. Deux chapiteaux furent copiés sur les originaux déposés dans un coin de l'église. Les sculptures de ces chapiteaux des piédroits n'ont pas l'élégance et le style de celles du tympan ; Guilhermy les apparente dans ses notes à l'art roman dans la première moitié du XIIe siècle. Elles étaient jadis polychromes.
En se plaçant devant le portail, on peut y voir de droite (nord) à gauche (sud) :
- une corbeille de feuillages un peu rigides, recourbée au-dessus du tailloir, qui fait penser à un chapiteau de style corinthien, suivie d'une sirène-oiseau ou harpie visage de femme, le corps muni de longues ailes et aux pattes d'oiseau, avec une ébauche de queue, comparable à celles de Notre-Dame de Paris, de l'église Saint-Julien-le-Pauvre ou de l'église Saint-Séverin. Elle est de style roman ;
- un ange vêtu d'une longue tunique, les ailes ouvertes portant un linge sur lequel est représentée une âme ayant l'apparence d'un petit personnage aux maintes jointes. À son propos, Guilhermy note que « Dans tous les jugements derniers sculptés aux façades de nos cathédrales, ce sont les anges qui ont pour mission de porter les âmes des justes dans le sein d'Abraham ». À côté, un homme debout, chaussé, portant aussi une robe et un grand manteau agrafé, imberbe et tête nue, cheveux ras taillés en couronne, représente saint Erbland[8], le saint patron de l'église. Il porte une crosse comme signe de la dignité abbatiale. Dans la partie haute du chapiteau figurent plusieurs petits arcs où le mot « angel » était lisible en 1845 ;
- le troisième chapiteau est une copie représentant L'Enfer, avec deux personnages nus, vus à mi-corps, enchaînés, semblant brûler dans un chaudron posée sur des flammes, représentation de l'Enfer. Une tête de singe symbolisant le Malin figure au-dessus du récipient ;
- de l'autre côté du portail, le quatrième chapiteau représente deux oiseaux becquetant des fruits ou une grappe de sorbier posés dans une coupe. Ce chapiteau est également une copie représentant Le Paradis à droite du Christ ;
- le cinquième chapiteau représente un personnage qui tient par la main une figure nue, représentation traditionnelle de l'archange saint Michel qui a la charge de la pesée des bonnes et mauvaises actions des âmes qu'il présente à Dieu. Une inscription au-dessus de sa tête indique son nom « Michael angel » ;
- le sixième chapiteau montre deux figures, un ange et une femme. L'ange est semblable à celui du troisième chapiteau et la femme est vêtue d'une robe et d'un manteau, tête nue avec de longs cheveux. Elle lève la main droite, étonnée par la présence de l'ange. C'est le geste habituel de la Vierge dans les Annonciations médiévales.

Les six chapiteaux, de gauche à droite
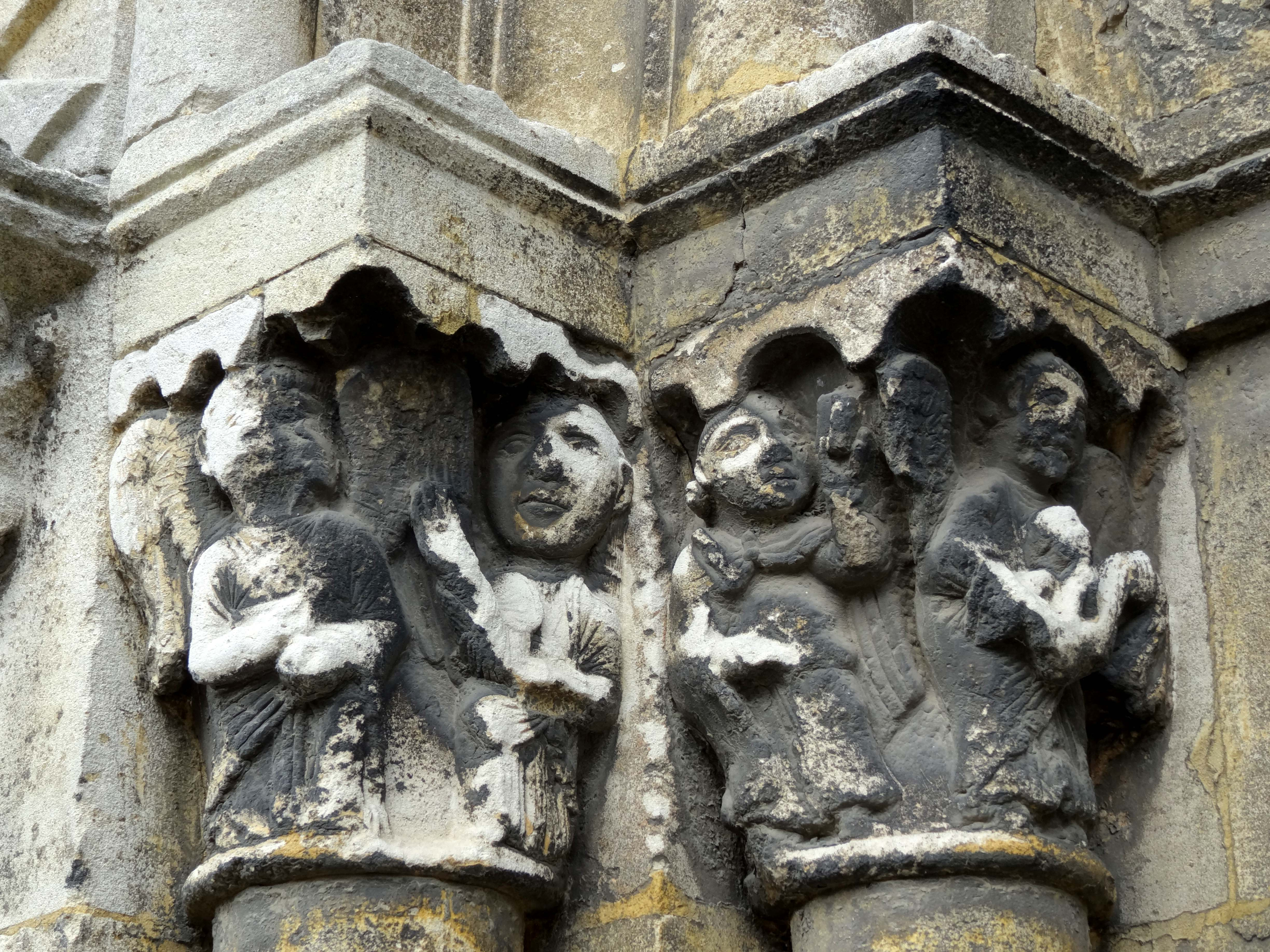
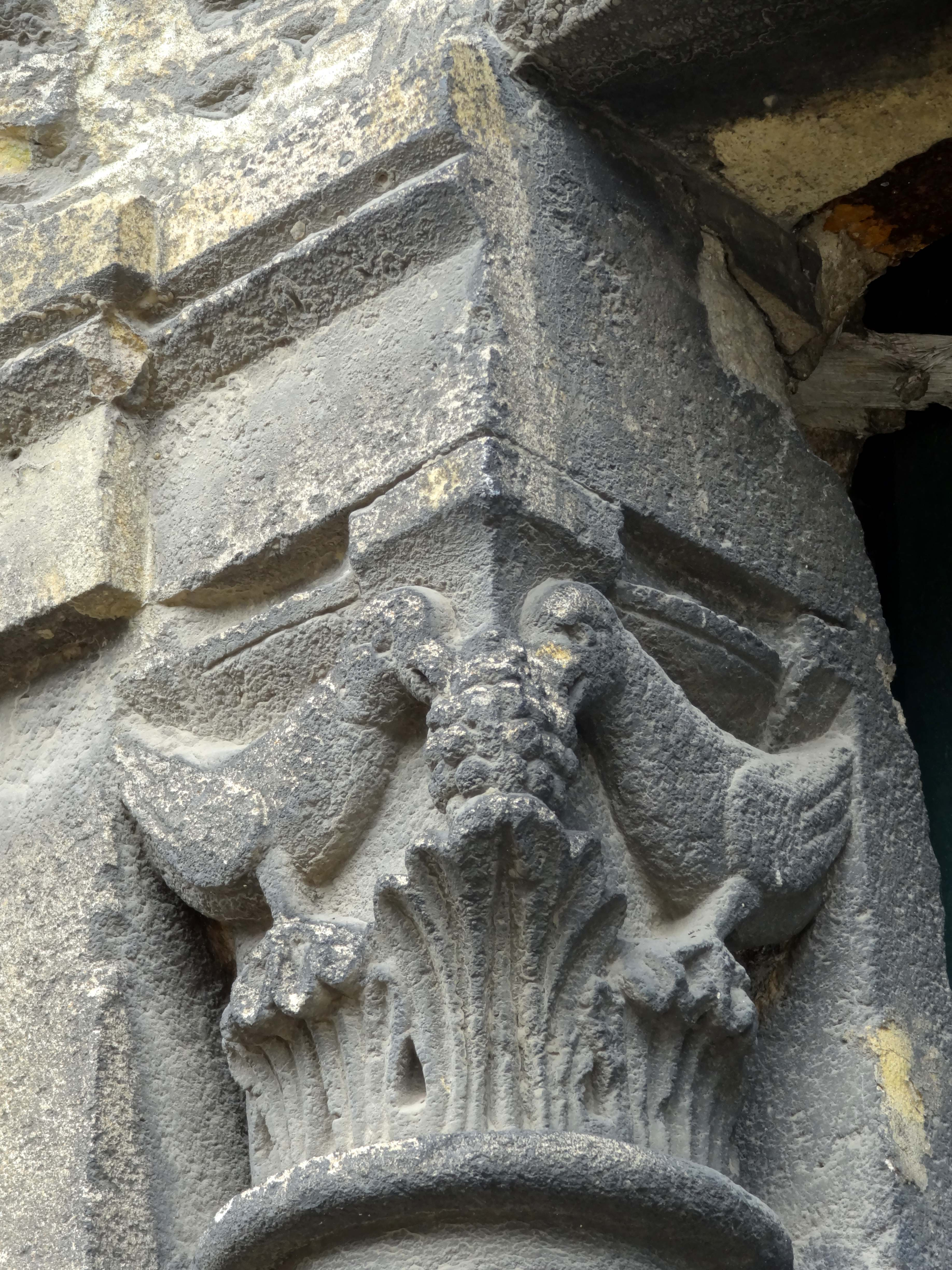
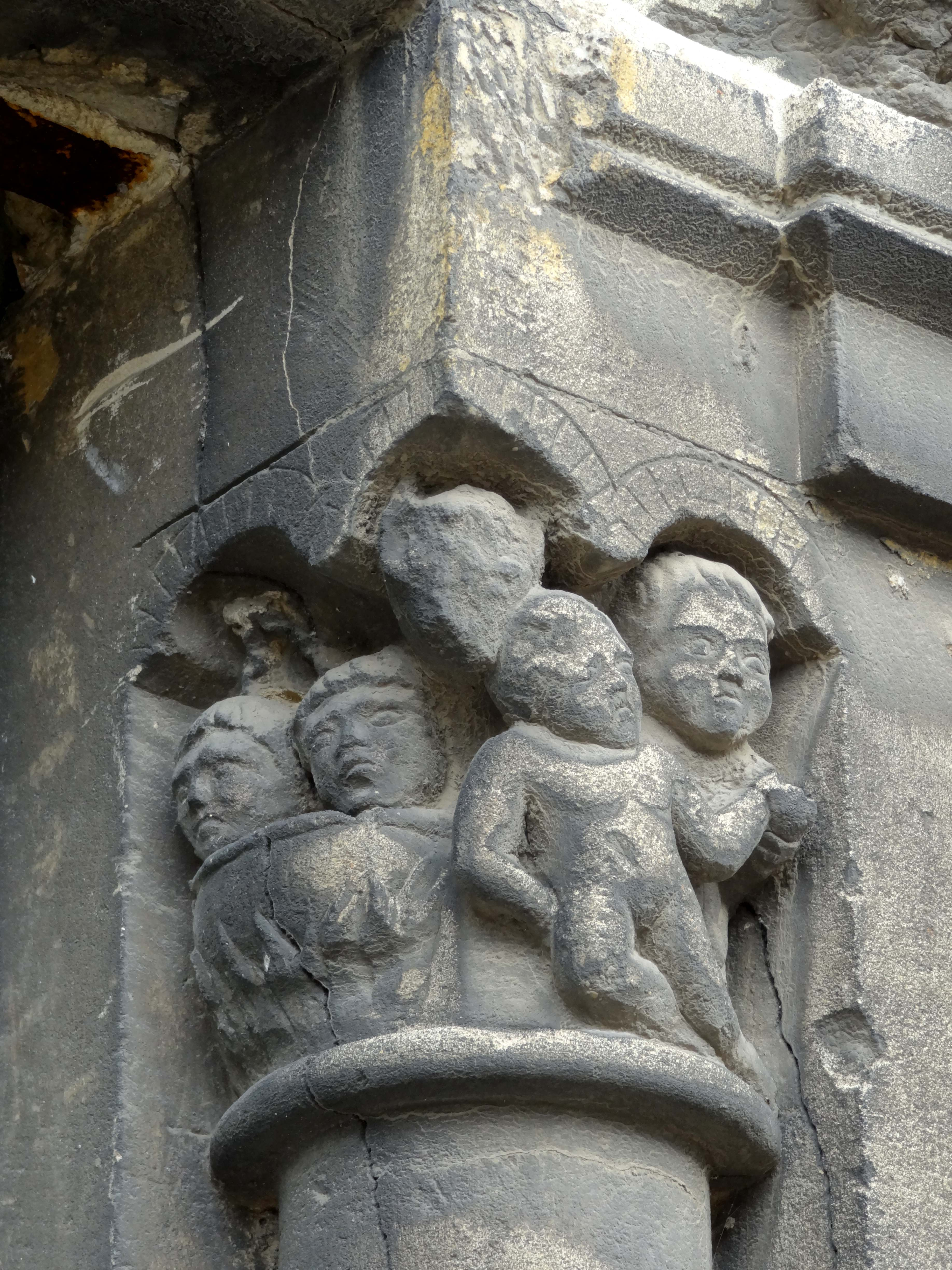
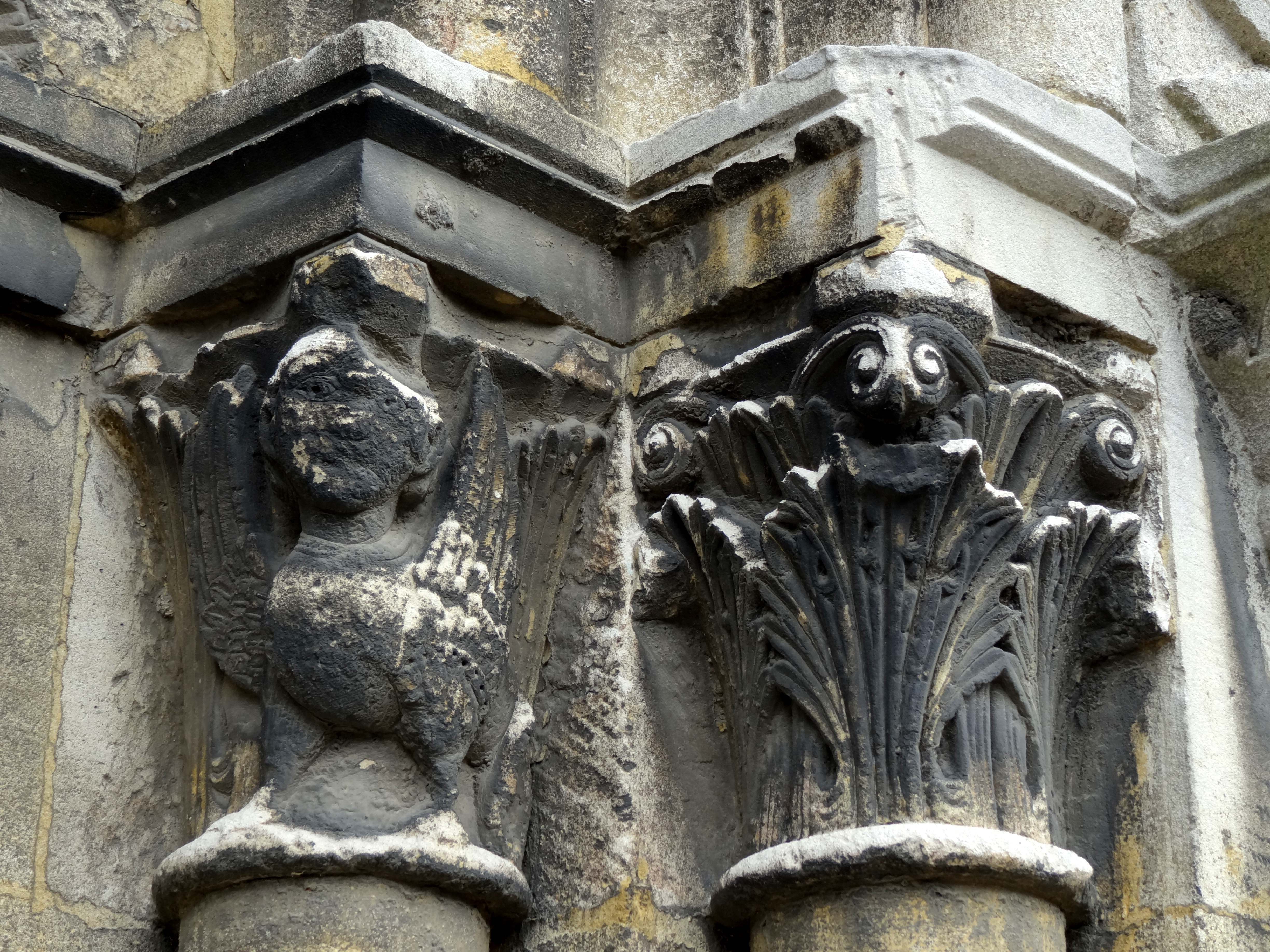

Avant les modifications de 1845-1848, la façade de l'église avait une large fenêtre ogivale qui dut être bouchée lors de la mise en place du buffet d'orgue et de sa tribune à l'époque de la Renaissance. Une gravure d'Auguste Victor Deroy laisse paraître les éléments d'un réseau flamboyant. Au-dessus, un œil-de-bœuf retouché à une époque moderne était placé sous un pignon qui fut plâtré et modifié. Au-dessus du portail, l'architecte restaurateur plaça une galerie d'arcades aveugles composées de sept petits arcs en plein cintre, copiés sur ceux du triforium de l'église. Les rampants de la façade furent enrichis d'une moulure à dents de scie, surmontée d'une croix.

#### Clocher
La partie inférieure est de la première moitié du XIe siècle, vestige de l'église primitive de style roman. L'assise de pierres massives est constituée de deux arcades en plein cintre et d'un arc en tiers-point, ouvrant sur le chœur. La partie supérieure est du XIIIe siècle. Le clocher fut détruit en 1567 et en partie recouvert en 1685. En 1695 eut lieu le baptême d'une cloche nommée Jean et Marie
Le clocher était à l'époque recouvert d'une sorte de bonnet, modifié en 1722, dont les quatre cloches furent fondues pour les besoins de l'armée républicaine lors de la Révolution française. Un procès-verbal du 11 frimaire an II (1er décembre 1793), précise que seule la cloche qui sonnait les heures serait conservée. Trois cloches furent installées en 1826 Louise-Françoise d'un poids de 810 kg, Jeanne-Marie qui avoisinait les 600 kg et Joséphine-Louise pesant 425 kg. Elles furent réalisées par la fonderie Hildebrand à Paris. En 2020 ne restent que Louise-Françoise et Jeanne-Marie, l'occupant allemand ayant envoyé Joséphine-Louise à la fonte pour en récupérer le métal en 1943.
Sa flèche qui culmine à 145 mètres fut installée en 1851 par le charpentier Latruffe. Cette flèche recouverte en ardoise est ornée de quatre faux clochetons engagés. Elle a été édifiée quatre à cinq ans après les travaux de 1844-1848. Le clocher subit de gros travaux en 1924 et 1930.

#### Sacristie
La sacristie est une adjonction extérieure au chevet de l'église à l'époque de la Renaissance. Sa charpente fut entièrement refaite lors du chantier de rénovation de 2018-2019, dans sa forme pointue, initiale. Elle recèle cinq panneaux peints, provenant de l'ancienne chaire à prêcher.

### Intérieur
L'édifice actuel est en pierre de taille et comporte des éléments architecturaux datant des différentes époques répertoriés à l'Inventaire national du patrimoine. L'édifice ne comporte pas de transept ni d'abside.

### Mobilier

#### Orgue
La rare tribune en bois sculpté, de style Renaissance, en nid d'hirondelle, date du XVIe siècle et comporte des ornementations sculptées dont deux culs-de-lampe représentant un pèlerin et un homme barbu suspendus dans le vide. Elle est adossée au mur de façade, au-dessus du portail et comporte treize panneaux séparés entre eux par quatorze petits pilastres aux motifs végétaux, surmontés de chapiteaux. Ces panneaux sont ornés alternativement de portraits d'hommes ou de femmes à l'antique avec de légers rinceaux (diamètre, 40 cm). Des traces de coloration étaient déjà effacée en 1835.
Du premier orgue livré en 1533, il ne reste rien. L'orgue actuel, signé « Blondeau à Paris », seul exemplaire connu de ce facteur, date de 1840. Le buffet est composé d'une grande armoire néo-gothique, flanquée de deux consoles de style classique. L'unique clavier de 54 notes se trouve derrière l'orgue avec pédale de 27 notes en tirasse. Il comprenait quatre jeux (Bourdon 8’, Flûte harmonique 8’ (à partir de Fa3), Prestant 4’, Trompette 8’ (basse et dessus) auxquels se sont ajoutés un plein-jeu (III rangs) et une doublette lors de la restauration de 2020. La tribune souffrant de problèmes structurels, l'orgue est démonté en 2019 pour restauration. On compte environ cinq orgues de belle facture antérieurs à 1860 dans le département,.

#### Mobilier liturgique

##### Fonts baptismaux
Du XVIIIe siècle, la cuve est en marbre noir veiné, taillé, poli, sculpté, fermé par un couvercle en bois. La pierre du support est du XIXe siècle. Ils sont posés en face de la chapelle de la Vierge, remplaçant les fonts baptismaux originaux du XVIIe siècle qui étaient plus décorés. La cuve ne correspond pas au support, le cercle métallique de serrage autour de la cuve est un réemploi du XVIIIe siècle.

##### Bénitier
À l'entrée, sur la droite, le bénitier scellé dans le premier pilier monocylindrique est daté de 1633 ou 1635, portant les initiales « LFD » de son donateur Louis-François Deriot. Le corps de ce bienfaiteur, argentier et garde vaisselle de la Maison du roi repose près de ce bénitier depuis le 9 septembre 1646. Ce bassin en pierre de plan circulaire. L'ornementation du cartouche et faite de feuilles de laurier avec les initiales du donateur gravées.

##### Stalles
Des cinq stalles basses anciennement conservées dans le chœur de l'église, il ne reste que deux fragments en chêne taillé au décor rapporté. L'abattant avec miséricorde rapportée est surmonté d'un angelot et un autre angelot orne la jouée (il manque l'appui-main de la jouée et une moulure de la miséricorde). Restaurées et réinstallées en 2020, elles rappellent la vie monastique menée par les chanoines de Notre-Dame de Paris, seigneur de Bagneux.

##### Maître-autel

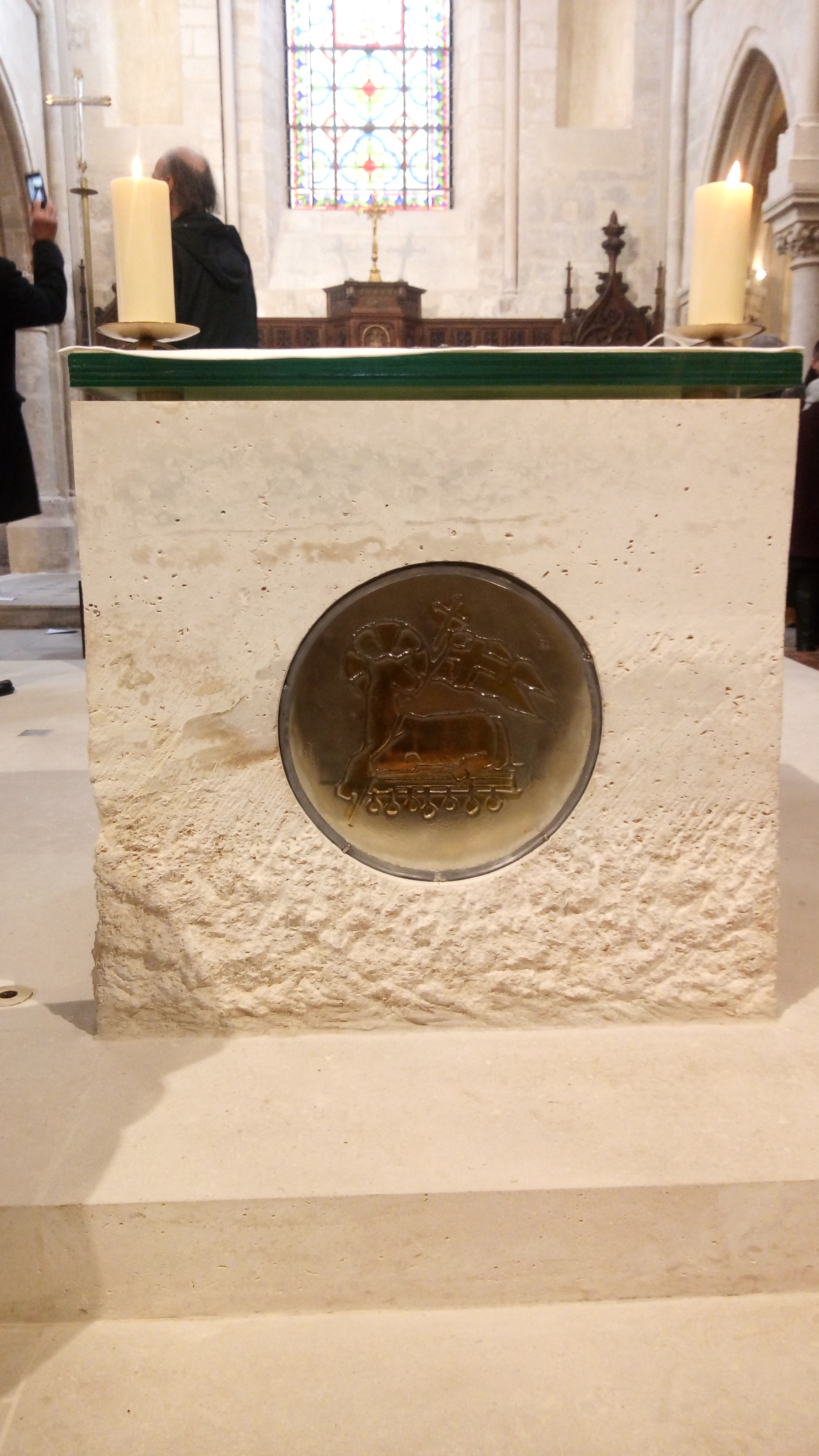
Maître-autel de l'église par Jean-Paul Mauduit (2020).

L'ancien maître-autel date des années 1860. Composé de plusieurs éléments de menuiserie en chêne taillé de plan rectangulaire et d'élévation droite, il est peint et doré. C'est un autel adossé, avec gradin. Le lambris de revêtement et les portes de la sacristie portent la même ornementation (gable, pinacle). Le décor rapporté sur la face principale et sur les côtés de l'autel sont en demi-relief. L'ensemble est de style néo-gothique, mis en place après 1860, lorsque l'abside circulaire fut remplacée par un chevet plat, il est toujours en place et fut utilisé jusqu'à la réforme liturgique du concile Vatican II.
Le maître-autel actuel, conçu par Jean-Paul Mauduit, architecte chargé de la restauration de l'édifice, est taillé dans un bloc de pierre extrait des carrières de Saint-Maximin, dans un banc similaire au calcaire dur et résistant des anciennes carrières de Bagneux, aujourd'hui fermées. Il renferme un reliquaire de saint Hermeland, sous un médaillon en verre soufflé représentant l'Agneau mystique, faisant face à l'assemblée des fidèles. Il est consacré par Matthieu Rougé le 22 février 2020.

##### Tabernacle
Sur le maître-autel de plan demi-hexagonal et d'élévation droite, le tabernacle mesure 75 cm de haut. Y figurent saint Pierre en pied avec un objet manquant dans sa main gauche, le bon Pasteur sur le panneau central sous une arcature saillante et rapportée, saint Paul également en pied avec un fragment de son épée. Il est orné d'arcatures, de pinacles, de quadrilobes cruciformes, de feuillages sur les côtés et d'un cœur rayonnant au centre.

##### Reliquaires
En 1849, le curé de Bagneux obtint un fragment d'os du pied de saint Hermeland d'Indre, abbé nantais, qu'il plaça dans une châsse de l'autel.
Vers 1750, étaient exposés sur le banc d'œuvre un chef et un bras de bas argent qui contenaient apparemment les reliques de saint Herbland. Le buste supporte la figure de la tête d'un religieux.
- Croix reliquaire.
- Tableau reliquaire.

##### Autre mobilier et objet liturgique
- Confessionnal en bois de chêne sculpté, orné de deux clés nouées d'un nœud de ruban.
- Pertuisane en bronze, fondu et ciselé dont seule la lame est conservée. Cette pertuisane du XIXe siècle est ornée d'un décor inspiré de ceux de Jean Bérain (XVIIe siècle). Le décor est différent sur les deux faces de la lame, représentant David vainqueur de Goliath, 61 × 24 cm.
- Ostensoir composé de plusieurs éléments de métal, doré, repoussé et ciselé dont le décor est rapporté où figurent un agneau mystique sur le pied, des angelots sur le nœud et dans la nuée autour de la lunule, 60 × 35 cm.
- Calice et patène.
- Chandeliers d'autel.
- Vases d'autel.
- Croix, croix d'autel, croix de procession.
- Chasublier de la seconde moitié du XIXe siècle, en chêne massif, dont le décor est taillé en bas-relief. Les panneaux de porte sont décorés des instruments de la Passion : clous, entrelacs, médaillon et rayons, 60 × 35 cm.
- ambon, pupitre en pierre identique à l'autel contemporain, sur lequel on proclame les lectures bibliques pendant les offices.

#### Peinture
- École française du XVIIIe siècle, Ecce homo, huile sur toile, 137 × 110 cm, d'après l'œuvre de Lodovico Cigoli (1607) conservée à Florence à la Galerie Palatine. Cadre en bois doré de style florentin du XVIIe siècle.
- Pascal Dagnan-Bouveret (1852-1929), Saint Herbland, 1878, huile sur toile, 200 × 120 cm[25]. Une esquisse de l'œuvre est conservée à Paris au Petit Palais[26].
- Attribué à l'entourage de Pierre Mignard ou à l'atelier de Charles Le Brun, Vierge à l'Enfant, vers 1700, huile sur toile. Une tradition veut que la Vierge qui est peinte au-dessus des fonts baptismaux de l’église de Bagneux soit le portrait de la marquise de Maintenon[27].En effet, la ressemblance est frappante. Ce qui donnerait une apparence de vérité à cette tradition, c’est que le chanoine François Gobelin (mort en 1692), qui fut longtemps le confesseur de Madame de Maintenon, demeurait à Bagneux et qu’il venait souvent visiter Scarron à Fontenay-aux-Roses[27],
- Adèle Marguerite Arente, La Sainte Famille, 1871, huile sur toile, 160 × 127 cm, d'après l'œuvre d'Andréa Del Sarto conservée à Paris au musée du Louvre, offerte par la préfecture de la Seine en 1872[28].
- École française du XVIIIe siècle, Sainte Famille, huile sur toile, 200 × 157 cm, à rapprocher d'œuvres attribuées à l'entourage de Pierre Mignard[29].
- Joseph-Noël Sylvestre, Christ en croix, XIXe siècle, huile sur toile, 230 × 170 cm, d'après Philippe de Champaigne, offerte par la préfecture de la Seine en 1875.
- Anonyme, La Vierge ; Le Christ ; Saint Pierre ; Saint Paul, 1625, huiles sur bois, 90 × 72 cm pour le Christ et la Vierge, 90 × 40 cm pour les apôtres, ornementation de volutes et d'un angelot en bois sculpté au-dessus de chaque panneau peint. Ces quatre panneaux proviennent de la cuve de l'ancienne chaire aujourd'hui disparue.

#### Sculpture
- École française du XIXe siècle, Vierge à l'Enfant, fonte, environ 180 cm, Jacques Ducel fondeur. Représentation de la Vierge sur un globe, écrasant le serpent et tenant l'Enfant Jésus dans ses bras. Une réplique se trouve dans le jardin de la maison des Marronniers à Bagneux.
- Le Buisson ardent, bois de Pierre de Grauw.

#### Dalles funéraires
Les dalles funéraires datent du XIIIe au XVIIIe siècle. Dans la nef le sol était recouvert des pierres tombales des nobles et riches bourgeois qui avaient pris l'habitude de se faire inhumer dans l'église. Les dalles furent relevées et disposées le long des murs de la nef. Elles sont toutes antérieures au XVIIe siècle. Elles sont toutes classées sur la liste au titre d'immeuble de 1862 en même temps que l'église. Cet ensemble en bon état de conservation en fait une église unique dans la région parisienne.
- no 1 (ou 4)[30] : dalle de la sépulture de Jacques Mathieu Touchard, ancien chapelain du vicaire de Bagneux de 1552 à 1558, se trouvait autrefois dans le chœur. On y lit : « Ci-gît vénérable et discrète personne messire Jacques Touchard, en son vivant prêtre, qui trépassa le 28e jour d'octobre 1558. Priez Dieu pour son âme ». 185 × 102 cm[31].  Il porte des vêtements sacerdotaux, chasuble, manipule et étole revêtus d'ornements. Les traits sont ceux d'un homme âgé. Son effigie est encadrée de motifs architecturaux, colonnes ioniques sur piédestal, arcature surbaissée, rinceaux dans les angles de l'arcade. L'entablement est décoré de plusieurs personnages : la Vierge, saint Nicolas et les trois petits enfants. À gauche figure saint Hermeland dont le visage est érodé. Sa crosse abbatiale et la lamproie à ses pieds, faisant allusion à un miracle, sont encore visibles. Cette pierre tombale est décorée aux quatre angles de crânes.
- no 2 (ou 3) : dalle en calcaire blanc[32] des époux Lefevre autour de laquelle court une longue épitaphe en lettres gothiques, entourée d'un liseré de tirets et de points. Elle fut transformée en table d'autel, d'où la découpe pour les reliques. Y est inscrit : « Au cimetière de céans gît honorable homme Guillaume Lefevre et dedans cette tombe gît Jehanne sa femme qui trépassèrent, à savoir, ledit Guillaume, la veille de la Saint-André 1480 et ladite Jehanne, la veille de la Saint-Barthélemy l'an 1504. Priez pour eux ». 206 × 113 cm[33]. Cette dalle se trouvait à l'origine dans le chœur. Guillaume porte une soutanelle toute bordée de petite fourrure et serrée à la taille par une ceinture. Jehanne a sa longue robe relevée dont un pan repose sur son avant bras, les mains jointes sur la poitrine comme son époux. Elle porte une coiffe retombant sur ses épaules. Les visages et les mains des deux personnages sont en marbre blanc incrusté dans la pierre. Un coussin orné de glands aux quatre coins supporte la tête des défunts. À leurs pieds et en réduction figurent selon la coutume leurs cinq enfants, deux fils et trois filles, gravés sur du marbre blanc.
- no 3 (ou 10) : dalle en marbre de la sépulture de Philippe Bleuze et de son épouse Catherine Hardy. On y lit : « Honorable home Phelippe Bleuze en son vivant laboureu[r] dem[eurant] à Baigneux, qui trespassa le […] samedi […] Catheline Hardy, sa femme, laquelle trespassa le […] Priez Dieu pour eulx. »[34],[35]. Cette dalle  était à l'origine dans le chœur sur la gauche. Très érodée, elle est en calcaire blanc et mesure 210 × 110 cm. Sa décoration est de style Renaissance et les époux figurent richement vêtus. Phelippe porte par-dessus une cotte, un ample manteau à longues manches, d'où sortent ses mains jointes sur la poitrine. Son épouse porte une coiffe formant une pointe sur le front, un pan de sa robe longue est relevé, coincé sous son bras gauche. Le dessin est fin et son exécution est soignée. La partie basse et haute est très effacée, les visages et les mains sont en marbre blanc. La partie basse comporte quatre personnages féminins du côté du gisant de l'épouse, et sept personnages masculins du côté du mari, qui seraient leurs enfants. Les effigies des parents sont encadrées par deux arcades en plein cintre, par des colonnes avec leurs chapiteaux ioniques, des pieds droits et des feuillages sur la clef ou retombée médiane. Un entablement dans la partie haute porte des niches où l'on voit Abraham et deux anges, saint Hermeland et saint Nicolas, patrons de Bagneux, la date 1557 est gravée au bas de la clef entre les deux époux.
- no 4 (ou 9) : pierre tombale en calcaire sans effigie de Pierre Tourbier, curé de Bagneux pendant 40 ans, mort le 29 mars 1645, inhumé dans le chœur : « Vénérable et discrète personne, Pierre Tourbier, prêtre, curé de Bagneux, voulut son corps ici inhumé en attendant la résurrection des morts et la vie éternelle, cependant recommandant aux fidèles le repos de son âme. Il mourut en l'an de grâce 1645 le […] May ». Elle comporte des armoiries représentant une tour crénelée qui surmonte l'épitaphe. 191 × 100 cm[36].
- no 5 (ou 2) : dalle en pierre de calcaire. Elle porte l'inscription : « Cy gist vénérable […] Mont près Verberie diocèse de Soissons, qui trespassa le VIIIe jour de janvier Mil VC XLVI [28 janvier 1546]. Priez Dieu pour lui. ». 255 × 110 cm[37]. Cette dalle destinée à un clerc était sous le clocher dans la partie romane de l'édifice. Elle est la mieux conservée de la collection du fait d'avoir été relevée avant 1904, probablement vers 1844, puis installée dans un endroit obscur. Elle a servi de table d'autel et fut à cette fin découpée pour y encadrer la pierre sacrée, ce qui fit disparaître le nom du défunt[38]. La décoration de la dalle est d'une grande richesse, le dessin est très fin et la gravure montre une grande maîtrise d'exécution. Le clerc porte des vêtements sacerdotaux. Il est revêtu de la chasuble en pointe sur le devant et ornée d'une décoration de rinceaux et de têtes d'angelots. Il porte l'étole et le manipule très ornées. Il tient dans ses mains un calice, son visage ridé est imberbe. C'est le portrait d'un homme âgé, la chevelure coupé au ras de l'oreille est tonsurée. L'effigie du défunt est encadré d'une somptueuse architecture très élaborée dans le style gothique flamboyant. Dans des pinacles et des niches se tiennent neuf personnages parmi lesquels saint Pierre et sa clef, saint Jacques le Majeur et saint André avec sa croix en X. À gauche, un personnage vêtu d(une robe et d'un manteau pourrait être Saint Hermeland. En haut et au milieu, Abraham reçoit l'âme du défunt sur un linge, flanqué de chaque côté par des anges porteurs de cierges. Aux angles figurent les symboles des quatre évangélistes[39].
- no 10 (ou 8) : dalle funéraire en pierre de calcaire, du bas-côté nord, des époux Delassalle. Ce nom de famille apparaît au cours des siècles suivants dans les registres paroissiaux. Le texte gravé dit : « Ci-gisent Jehan Delassalle, laboureur-vigneron, demeurant à Baigneux, lequel trespassa le premier jour de mai de l'an 1553 et Guillemette Caigneux, son épouse […] ». 149 × 90 cm. La moitié inférieure mesure 85 × 95 cm, dalle fragmentée en quatre morceaux[40] reconstituée[41]. L'homme porte une cotte courte, le haut de son corps est effacé, ses cheveux sont taillés courts. Le visage de la femme est encadré par une coiffe ajustée à la tête et garnie d'un voile.
- no 11 (ou 7) : dalle du XIIIe siècle recouvrant la tombe d'un prêtre vêtu d'une chasuble ronde, et dont les pieds reposent sur un dragon[42]. Elle est très effacée. Elle mesure 184 × 70 cm[43].
- no 12 (ou 6) : dalle en calcaire des époux Lacauche[44] dont le nom de famille apparaît pendant les siècles suivants dans les registres paroissiaux. Le texte en est : « Ci-gisent, honorable Remy Lacauche, en son vivant laboureur, demeurant à Bagneux et Colette Garnier sa femme, lequel Cauche trépassa le […] septembre 1540 et ladite Colette le […] ». 175 × 95 cm[45]. Elle fut trouvée brisée sous le clocher. La gravure représente les deux époux qui se regardent. Le mari porte une cotte très simple semblable à celle de Pierre Doucet. Son épouse porte une coiffe plate dite « à l'italienne » ornée d'un voile qui tombe sur la nuque. Sa robe a de larges manches et un chapelet pend à sa ceinture. À leurs pieds et à échelle réduite se tiennent leurs enfants debout, un garçon et une fille, les mains jointes, vêtus comme leurs parents[46]
- no 13 (ou 5) : cette dalle en pierre calcaire blanche mesurant 215 × 95 cm est la plus ancienne de l'église. Il y est inscrit en lettres profondes et capitales gothiques : « Ci Gît Sire Yves Le Breton, clerc qui trépassa l'an de grâce 1274. Priez pour l'âme de lui »[47]. Elle ne comporte pas d'effigie et se trouvait dans le chœur.
- no 14 (ou 1) : dalle funéraire en calcaire taillé et gravé de Pierre Doucet[48], fragmentaire, 150 × 60 cm, elle date de 1549, y est inscrit : « Honorable Pierre Doucet en son vivant […] lequel trépassa […] d'avril 1549 avant Pâques »[49]. Elle fut retaillée à une date inconnue. Le défunt porte une longue cotte munie de larges manches qui descendent jusqu'aux pieds. Cette sépulture se trouvait jadis dans le bas-côté sud près d'un pilier[50]
- no ? : dalle funéraire en pierre gravée en deux fragments. 134 × 85 cm. Autre fragment carré, 80 × 80cm, XIIIe siècle[51].
- no ? : Maugarny mentionne une pierre tombale du règne de Louis XII, brisée et placée en travers près du clocher entre le collatéral du midi et la nef, sur laquelle était gravé : « Ci gist honorable Pierre Baillet de Bagneux, lequel trespassa l'an 1506 après Pasques. Priez Dieu pour lui ». La gravure « d'une excellente exécution » représentait Pierre Baillet couché, les mains jointes. Charles Fichot en fit un dessin qui est conservé[Où ?][52].
- Dalle funéraire de Pierre-Eugène de Surbeck et de son épouse inhumés devant l'autel de la Vierge, dalle disparue durant la Révolution.

#### Autres sépultures
- Messire Pierre Bernard, mort le 29 septembre 1738 dans sa maison de Bagneux, inhumé dans l'église[53].
- Jean Tardif, chanoine de l'église de Paris.
- Michel Richard, 31 ans en son vivant, vigneron, sonneur de l'Angélus et régleur de l'horloge, inhumé dans l'église le 1er janvier 1695[53]..

#### Plaques commémoratives
- Plaque de fondation d'une messe par Philippe Chaillou, bourgeois de Paris, marchand de vin, XVIIe siècle, pierre gravée, 178 × 76 cm[54]  Classé MH (1862). « Les marguilliers de l'œuvre et fabrique de l'église paroissiale de Bagneux Saint-Herbland sont tenus de faire dire, chanter et célébrer, par chacun an à perpétuité, à l'intention de l'honorable Philippe Chaillou, marchand bourgeois de Paris et l'un des douze marchands de vins privilégiés de la cour et de la suite du roi, et de Dame Jehanne Courtois, sa femme, et leurs enfants, parents et amis, vivants et trépassés, les messes et services […] Tous les jours, avant de commencer la première messe sera chantée Ave Maria Stellaq tout au long, et l'oraison Concede nos:toutes les fois qu'on fera la procession, l'on chantera devant le crucifix Sancta et Immaculata tout au long […] En entrant devers le chœur pendant que Mr le curé ou le vicaire ira prendre la chasuble on dira Veni Creator tout au long et l'oraison par celui qui dira ladite messe et pendant que l'offerte se fera les deux petits enfants avec leur robe iront devant le crucifix chanter à haute voix: Un seul Dieu tu adoreras […] [Suivent nombre de détails sur les chants et gestes demandés]. Après le décès desdits fondateurs, les enfants iront chanter sur leur tombe; puis faire dire et chanter à perpétuité six messes hautes chaque année, à savoir : une la dernière fête de Pâques, une autre, à la dernière fête de Pentecôte, une autre, à la dernière fête de Toussaint, une autre, la dernière fête de Noël, une autre, le lendemain de Saint-Herbland [sic] patron de ladite église, et la dernière, le jour de Saint-Jacques et Saint-Philippe, premier jour de mai […] Et toutes les fois que la procession de Bagneux ira à Arcueil, et à la fin de la messe, monsieur le curé et les enfants de chœur chanteront sur la fosse de feu la mère dudit sieur Chaillou […] Pour ce faire, lesdits sieur Chaillou et sa femme ont donné 35 livres de rente, 2 petites robes et 2 bonnets à 2 petits enfants de chœur pour lui apprendre à chanter […] ». Il avait réussi à reconstituer le fief et la seigneurie de Garlande. Son frère Olivier était chanoine du Chapitre de Notre-Dame de Paris. Cette pierre était à l'origine sous le clocher, au niveau du pilier nord de la voûte romane.
- Plaque commémorative de fondation d'une messe par Françoise Picard, morte en 1715, en marbre noir et blanc (1717), 140 × 70 cm[55]  Classé MH (1862). « Dame Françoise Picard, veuve de Messire Claude Boucot, conseiller, secrétaire du Roy, couronne de France et de ses finances, garde des rolles des officiers de France, décédée à Paris le 2 décembre 1715, dans la 70e année de son âge, voulant donner des marques de sa piété à cette église, y a ordonné une fondation de douze saluts qui seront célébrés les premiers dimanches de chaque mois de l'année, à perpétuité, avec exposition du Très Saint-Sacrement de l'autel […] »[56]. Claude Boucot est mort en 1685, conseiller secrétaire du roi, il laisse à sa veuve Claude garçon âgé de 19 ans, Jacques François 17 ans, Nicolas 14 ans, Anthoine 12 ans[57]. c'est son frère, Claude Nicolas Boucot (mort en 1699) qui reprend sa charge[58].
- Plaque commémorative en pierre : contrat notant de l'établissement par trois donateurs d'un maître d'école, 2e quart du XVIIIe siècle, 104 × 66 cm[59]  Classé MH (1862). « À la gloire de Dieu, établissement d'un maître d'école et de deux filles de charité pour l'instruction des enfants et le soin des pauvres malades - Par contrat passé devant Oudart, Artus Gervais, Pierre Masson, notaire au Châtelet, le 30 janvier 1725, a été fondé à perpétuité un maître d'école pour instruire les jeunes garçons de cette paroisse, auquel il sera payé par la fabrique la somme de 200 livres, à prendre tant sur les revenus des fonds légués à cette fin par le testament de M. Louis Hugues le Jeune, vivant curé de cette paroisse qui consistent en une petite maison et jardin sis proche de l'église au pied du clocher et trois […] de rentes sur les aides et gabelles créées par contrats […] Et par un autre contrat par devant Claude Lefèvre et Louis Douet, notaires au Châtelet, le 22 mars 1691, ont été établies aussi à perpétuité deux filles de charité pour instruire les jeunes filles et soigner les pauvres malades à la subsistance desquelles a été pourvu à raison de 280 livres par an […] Pour la stabilité desquelles fondations ledit Sieur de Lessart a donné par contrat […] une maison sise en ce lieu à côté du midi de la sacristie avec jardin et dépendances pour y tenir école des filles et loger lesdites filles de charité. Et à l'égard de l'école des garçons et logement du maître, il a été, en 1727, construit des deniers fournis par quelques personnes de pitié de ladite paroisse une autre maison près du cimetière avec cour et jardin, de l'entretien de laquelle maison la fabrique en ce lieu est chargée à perpétuité : (1) La somme de 280 livres sera prise sur différents rentes données par Pierre Camusat, curé de la paroisse, Dominique Favier, avocat au Parlement de Paris et Philippe Brochant, bourgeois de Paris, sur sa maison de Bagneux. Philippe Brochant : avocat au parlement de Paris, bourgeois de Paris, conseiller secrétaire de la Maison, Couronne et Finances de France, apparaît sur les registres paroissiaux à partir de 1720. D'Argenson dans ses Mémoires, évoque pour l'année 1756, les « conciliabules » qui se tiennent dans sa maison : les mandements des évêques adhérant à l'archevêque Paris sont une pomme de discorde encore plus grande: les parlements vont faire le procès à ces évêques, les lettres de cachet qui les écartent n'y feront rien et donneront aux parlements de nouvelles matières à agir. À Bagneux, village entre Paris et Sceaux, se tiennent, les soirs, des conciliabules de parlementaires, où se trament tous les arrêtés que l'on va voir. C'est chez le Sieur Brochant, conseiller. Il y vient onze autres conseillers des plus fermes et des plus entreprenants. » Dominique Favier : avocat au parlement de Paris, puis juge et prévôt de Bagneux. Il hérite de son père, Nicolas Favier, avocat au Parlement de Paris, la partie sud de la propriété dite Maison de Richelieu, comprenant une maison à porte cochère et un parc clos. On le trouve dans les registres paroissiaux jusqu'en 1745.
- Plaque commémorative en marbre blanc, de donation d'une maison aux pauvres faite par l'évêque Hippolyte de Béthune, comte de Verdun, et par la comtesse de Rouville, sa sœur, 95 × 65 cm, 1733[60]  Classé MH (1862). « D.O.M. Monseigneur Hippolyte de Béthune, évesque, comte de Verdun, et Madame Marie de Béthune, Comtesse de Rouville, sa sœur, ont par contrat passé par devant Mangin et Baudouin notaires royaux apostoliques à Verdun, le 30 septembre 1703. Donné aux pauvres malades et saints de cette paroisse de Bagneux, la maison qui leur appartenait en ce lieu, et ont ordonné qu'il serait annuellement et à perpétuité célébré un service d'une messe haute pour le repos des âmes disdits seigneurs Évêque et de ladite dame, le jour le plus proche non empêché après le jour des morts, auquel jours des morts sera annoncé celui auquel ledit service sera célébré pour la fondation duquel service a été par contrat passé devant M(es) Linacier et Brussel, notaires à Paris le 13 décembre 1733. Entre les sieurs curé marguillier et ladite dame et ladite fabrique, assignée la somme de 30 livres de rente par chacun an à prendre sur les arrérages et fermages provenant de l'emploi qui a été fait du prix de la vente de ladite maison, laquelle la somme de 30 livres sera distribuée, savoir à l'œuvre et la fabrique fourni les luminaires, ornements et autres choses nécessaires pour la célébration dudit service, 10 livres à Monsieur le Curé, 2 livres, 10 sols à M. le Vicaire, 1 livre au maître d'école, 1 livre aux enfants de chœur, 10 sols au sonneur et 3 livres aux pauvres de ladite paroisse qui assisteront audit service. Priez Dieu pour les fondateurs ».

#### Vitraux
Des XVIe et XIXe siècles, ces derniers vitraux furent offerts par des paroissiens.
- Crucifixion, baie 0, 2e quart du XVIe siècle, entouré d'une composition décorative du XIXe siècle. En grisaille rehaussé de jaune, ciel bleu il fait 120 × 70 cm, placée au-dessus du maître-autel dans le chœur. Réemploi d'une Crucifixion du XVIe siècle peinte en grisaille et jaune d'argent au centre, décoration complémentaire du XIXe siècle[61],[62]  Classé MH (1862).
- Visitation, 1873, baie no 3, en verre transparent, grisaille, jaune d'argent, 250 × 80 cm, ornementation à large bordure végétale de feuillage et fleuron. Offerte à la mémoire de Charles Determes et Anne Louise Henry son épouse.
- Saint-Pierre, baie no 5, en verre transparent, grisaille, jaune d'argent, 280 × 90 cm, ornementation d'arcature, large bordure de fleurons de feuilles d'acanthe superposés. Un trou au niveau de l'inscription peinte en latin, offerte par la veuve et à la mémoire de Pierre Caillot[63].
- Saint-Joseph, baie no 6, en verre transparent, grisaille, jaune d'argent, 220 × 100 cm, offerte par monsieur Lemercier[64].
- Sacré-Cœur, 1870, baie no 7, en verre transparent, grisaille jaune d'argent, 280 × 80 cm, ornementation végétale et géométrique dans les grisailles décoratives entourant les scènes. Verrière signée « Bruin l'Aîné peintre-verrier 12 rue Chevert à Paris ». Offerte par Marie Huillier veuve Boys en 1870[65].
- Sainte-Marguerite, baie no 8, en verre transparent, grisaille sur verre, 220 × 100 cm. Verrière offerte par Mme Lemercier en 1877[64].
- Apparition à Madeleine, baie no 9, en verre transparent, grisaille sur verre, jaune d'argent, 280 × 80 cm, ornementation végétale et géométrique dans les grisailles décoratives entourant les scènes. Inscription peinte en latin. Offerte par P. C. Hinet, curé de la paroisse. Verrière signée Bruin peintre verrier à Paris.
- La Vierge, baie no 11, en verre transparent, grisaille sur verre, jaune d'argent gravure à l'acide pour le cœur immaculé de Marie, 280 × 80 cm, décor de flamme et d'épée, ornementation à décor végétal et géométrique dans les grisailles décoratives entourant les scènes. Inscription en latin, peinte. Verrière de Bruin l'Aîné[65].
- Baptême du Christ, 1870, baie no 13, en verre transparent, grisaille sur verre, jaune d'argent, 280 × 80 cm, ornementation végétale et géométrique dans les grisailles décoratives entourant les scènes. Inscription peinte, en latin. Verrière de Bruin l'Aîné[65]. Premier vitrail en partant de l'entrée, sur le bas côté nord.
- L'Esprit de Saint-Hermeland, par Gilles Audoux, verrier clamartois, transept nord, offert par la Ville de Bagneux en 2019.

### Restaurations et fouilles
Lors de la campagne de restauration de 1980, les pierres qui se désolidarisaient furent jointes avec du ciment qui se révéla fragile avec le temps. Certaines pierre furent desquamées et tombèrent au sol, la pollution et la végétalisation des interstices des fissures aggravèrent la détérioration de l'édifice.
En 2014, la mairie de Bagneux établit un bilan complet des dégâts et des possibilités de restauration pérenne dans l'esprit des constructeurs de cette église. Celle-ci sera réalisée en trois phases, selon l'urgence de la situation. Les travaux commencèrent par le clocher qui devenait dangereux. Puis à l'extérieur, de chaque côté furent traités la façade, le presbytère et enfin l'intérieur. Les pierres changées sont de la même veine que la pierre dite « de Bagneux » et proviennent de la carrière, aujourd'hui fermée, utilisée pour Notre-Dame de Paris. Un banc identique, en région parisienne, fut exploité pour retrouver la couleur ocre pâle. Chaque pierre fut travaillée par des tailleurs de pierre avec de l'outillage moderne mais dans l'esprit du XIe siècle.

#### Campagnes de travaux 2018-2019
Une campagne de rénovation est entreprise à l'initiative de la commune de Bagneux, propriétaire de l'édifice. La première phase, prise en charge par la commune, concerne l'extérieur de l'église, notamment :
- le ravalement complet du clocher et des façades ;
- la reprise ou le changement des pierres endommagées, par les maîtres tailleurs ;
- la révision des vitraux ;
- la révision des descentes d'eau pluviale.

La seconde phase concerne l'intérieur de l'église :
- à la charge de la commune :
  - chauffage : installation d'un chauffage performant par air pulsé (suppression des radiants) ;
  - électricité : mise aux normes et remplacement des projecteurs halogènes par des éclairages à LED ;
  - tribune de l'orgue : consolidation de la structure qui présente une déformation, rénovation des boiseries et sculptures ;
  - orgue : instrument de 1840, démontage et remontage, restauration intégrale et ajout de deux jeux supplémentaires initialement prévu à charge de la paroisse ;
  - vitraux : restauration de l'ensemble des vitraux ;
  - chapelle du Saint-Sacrement : création d'un vitrail côté tabernacle dans l'ogive actuellement bouchée ; suppression de la chape en ciment pour retrouver le dallage ancien ;
  - chapelle de la Vierge : restauration de l'autel et du retable, suppression de la chape de ciment pour retrouver le dallage ancien ;
  - chœur et stalles : réinstallation de part et d'autre du chœur des stalles anciennes en bois (XVIIe siècle) présentes dans l'église jusqu'au XXe siècle ; de ce fait suppression de l'estrade en bois, et installation d'un dallage en pierre.
- à la charge de la paroisse :
  - création d'un autel en pierre noble et d'un ambon assortis à l'architecture de l'église ;
  - chaises et présentoirs : projet de remplacer l'ensemble disparate actuellement en place et très abîmé ;
  - sonorisation : remplacement de l'installation obsolète, par une nouvelle sonorisation.

Lors des travaux de restauration de 2019, un éclairage fut installé permettant de restituer les couleurs primitives des différents éléments du tympan de l'église, 60% de leur surface gardant des traces de polychromie. Les portes centrales furent changées et peintes dans une teinte rouge foncé (sang de bœuf), selon les recommandations de la DRAC.
L'église est restée ouverte pendant la durée les travaux. La DRAC a participé à hauteur de 700 000 euros; le Conseil départemental des Hauts-de-Seine, pour 450 000 ; le Conseil régional d'Île-de-France 400 000 euros, la ville de Bagneux pour 700 000, et le diocèse, et la paroisse à hauteur de 75 000 euros pour financer le montant des travaux s'élevant à 2 615 000 euros.
L'église restaurée est inaugurée le 18 janvier 2020.

#### Fouilles archéologiques
En 2019, pour l'installation d'un nouveau système de chauffage de l'édifice il fallut creuser le sol, mais en respectant la législation en vigueur, nécessitant un diagnostic archéologique. Trois sondages furent réalisés sur une superficie totale de 40 m2 à une profondeur d'un mètre environ en deux zones. Le premier sondage fut réalisé à l'extérieur, sur le côté nord. On y a relevé des traces de différents niveaux de remblai, avec des traces de fosses sépulcrales et quelques ossements humains provenant des tombes existantes avant la construction du bas-côté nord.
Les deux autres sondages furent réalisés à l'intérieur de l'édifice, permettant de découvrir dans le sondage no 2 : 13 sépultures, dont 11 individus et 12 autres individus, dont un immature, soit 24 individus dans ce sondage, avec des restes de cercueils et quelques clous. Un crâne avec ses cheveux et une dentition entartée y fut découvert, mais aucun objet, ce qui rend la datation difficile. Seul un prélèvement osseux fera l'objet d'une étude au carbone 14 afin de dater ce crâne. Une étude des tessons de céramique enfouis dans les remblais a permis de les dater des IXe et XVIe siècles, dont les plus nombreux sont du XIIIe siècle, époque de la construction de l'église actuelle. Les archéologues pensent que les sépultures découvertes sont celles correspondantes aux dalles funéraires placées le long du mur intérieur de l'édifice. Des fouilles plus importantes furent programmées pour l'été 2019.
Les fosses sont presque toutes rectangulaire, sauf une (no 2012) à creusement anthropomorphe, avec un squelette et un reste de plâtre. Aucun mobilier archéologique ne fut découvert dans ces sépultures.
Les sépultures nos 2018, 2013 et 2012 se distinguent des autres par leur position stratigraphique et sont à 1,50 mètre de profondeur. La datation au Carbone 14 les situent entre la fin du VIIe siècle et le début du XIe siècle. Ces sépultures carolingiennes permettent de confirmer l'existence d'un édifice précédant l'église actuelle.
La sépulture no 2001 est du XVIIIe siècle et les nos 2006 et 2010 sont du XVe siècle et du milieu du XVIIe siècle.

### Iconographie ancienne
- Auguste Victor Deroy, L'Église saint-Hermeland de Bagneux, avant 1835, gravure d'après un dessin d'Isidore Laurent Deroy[70].
- R. Bugeaud, l'Église et rue Chrétien sous la neige, huile sur toile, localisation inconnue[71].
- L'église Saint-Hermeland après le bombardement du 13 octobre 1870, photographie anonyme[72].
- François Delpech, Église Saint-Hermeland de Bagneux, le chevet, lithographie[73].

## Lieu de culte
L'église Saint-Hermeland est le seul lieu de culte de la paroisse catholique Saint-Hermeland de Bagneux,.

### Dédicace
La paroisse est sous le vocable de saint Hermeland (Sanctus Hermelandus), qui fut abbé d'Indre, dans le diocèse de Nantes en Bretagne, et qui mourut vers 700. Sa fête est célébrée le 18 octobre. Sa mort, qui est également célébrée, se situe vers le 25 mars. Il s'agit probablement du jour où ses reliques furent reçues. Le martyrologe de Notre-Dame de Paris contient cet extrait : « Andegavis, Sancti Erblandi, Abbatis ». Ce texte fut rédigé sous le règne de Louis IX. Les calendriers, antiphonaires parisiens du même siècle, portent également au même jour : « Erblandi, Abbatis memoria » écrit parfois Herblandi.
Quel que soit le saint Herbland qui sert de patron à cette église dont elle reçut des reliques au XIIe siècle, le culte de ce saint patron de Bagneux était réputé au milieu du XIVe siècle puisque le lieu était désigné sous le nom de Bagneux-Saint-Eurblanc et que, le jour de sa fête, une grande partie de tout le Châtelet de Paris venait en grand apparat et y dînait.
En 1849, le curé de Bagneux obtint un fragment d'os du pied de l'abbé nantais, saint Hermeland, qu'il plaça dans une châsse de l'autel. Cette relique a été replacée dans le nouvel autel le 22 février 2020, lors de la consécration de ce dernier par  Matthieu Rougé, évêque de Nanterre.

### Historique
En 829, l'évêque de Paris donne les terres de Bagneux avec ses dépendances et son église cathédrale aux chanoines de son église afin d'assurer leur subsistance et le luminaire de la cathédrale. Les terres de Bagneux appartenaient donc au chapitre de l'église Notre-Dame de Paris jusqu'à la Révolution. Elles sont mentionnées pour la première fois dans une charte de Charles-le-Chauve du 19 avril 850. Il est fait mention par deux fois de la présence d'une église à Bagneux dans un diplôme de Lothaire et Louis V, confirmant la possession de chartes antérieures « Baniolum cum Ecclefia et altare ceterif que appenditiis », expression reprise dans la bulle de Benoît VII.
Il n'est pas certain que l'église primitive fut au même emplacement. Tout d'abord, elle ne jouit pas de tous les droits seigneuriaux. Par la suite elle avait le droit de basse, moyenne et haute justice. Elle était selon les historiens Toulouze et C. A. Maugarny au nord-ouest du village près du chemin qui conduisait au grand Montrouge, et que M. Chapelier fit annexer à sa propriété de Garlande avec la consentement du chapitre de l'église de Paris en 1653. Il n'en restait alors que la partie souterraine à l'intersection de ce qui est aujourd'hui la rue Jean-Baptiste Fortin (jadis rue de Châtillon, et la rue Froide. En 1937, lors des travaux du percement de ce qui est aujourd'hui la rue Jean-Baptiste Fortin, on découvrit cette crypte qui s'avéra être bien plus récente et faisait partie de l'ancien prieuré des Billettes. Elle fut comblée et se trouve sous la route.
Cette ancienne église fut le théâtre le 30 juillet 1109 d'une magnifique cérémonie qui attira grand nombre de fidèles dans l'église Saint-Hermeland qui sortirent en procession en direction de la chapelle Saint-Prix de Fontenay, alors enclavée à Bagneux pour recevoir provisoirement le dépôt des reliques de la « vraie » croix envoyé par le grand chantre de l'église de Jérusalem Anseau. En tête de la procession le chapitre de Paris avec son doyen et les trois archidiacres, tous trois connus de l'histoire d'abord Étienne de Garlande, puis Guibert (Girbert) qui deviendra évêque de Paris après Galon, l'actuel titulaire qui ferme la marche avec deux autres évêques, celui de Senlis : Hubert (us), et celui de Meaux : Manassé Ier, puis finalement l'illustre Guillaume de Champeaux dont se réclama la philosophie et qui fut maître d'Abélard. Le cortège prit le morceau de la croix et repartit en direction de l'église Saint-Clodoald de Saint-Cloud, puis y retournèrent le dimanche suivant pour la conduire à l'église cathédrale de Paris.
Le nécrologe de cette église mentionne que le roi Henri Ier donna à l'église de Bagneux la dîme de bled et de vin et que la voirie du même lieu fut donnée par Louis le Gros. Par un diplôme de 1155, Louis VII abolit tous les droits de gîte ou de procuration que ses officiers levaient dans plusieurs terres du même chapitre, y compris à Bagneux. Ce même prince, croyant que certains hommes de cette terre lui appartenaient, les rendit la même année. Il conserva néanmoins la coutume par laquelle si un serf du chapitre épousait une femme serve du roi, leurs enfants appartenaient au roi. Dans les siècles suivants, les chanoines firent quelques traités avec les habitants.
En 1125, la charte d'Étienne de Senlis, touchant à la distribution du pain de carême aux chanoines de Notre-Dame et qui assigne pour cela une redevance de bled à prendre sur le revenu de six églises, marque l'église de Balneolo pour le paiement de ce qu'on appelait « unum modium frumenti ».
La cure, désignée sous le nom de Balneolis dans le pouillé du  XIIIe siècle, est à la nomination du chapitre de Notre-Dame de Paris. Celui du XVe siècle la nomme Balneola au féminin. Les pouillés des  XVIIe et XVIIIe siècles attachent la présentation de cette cure à la 34e portion dans le partage des prébendes de Notre-Dame. Il y avait vers 1240 une censive appelée Cenfiva de Moncello.
Geoffroy de Pont-Chevron, doyen du chapitre de Notre-Dame de Paris en 1225, traita en 1264 avec les habitants de Bagneux. La même année le chapitre de Paris accorde aux habitants de Bagneux que le prévôt de Paris, ni personne d'autre ne put lever sur eux le droit de tolte, par la force, ni les contraindre d'aller aux chevauchées, à moins qu'ils n'eussent commis quelque forfait. Ils prétendaient n'être ni taillable sauf lorsque le chapitre faisait un rôle pour les subventions royales en cas de guerre. Mais cette même année 1264, le chapitre imposa sur eux par le ministère de leurs jurés la somme de 60 sols en qualité d'hommes de corps. Cela se fit en présence de trois officiaux : l'official de Paris et ceux des archidiacres Jean et Garnier. Deux ans plus tard, en 1266, ils achetèrent leur liberté du même chapitre moyennant la somme de 1 300 livres.
Tout au long des  XIIe et XIIIe siècles, de nombreux habitants de Bagneux léguèrent à l'église de Paris les biens qu'ils possédaient à Bagneux : terres, vignes, maisons ou prés.
Tout le territoire de la paroisse ne dépendait pas que du chapitre de Notre-Dame de Paris. Il restait quelques cantons comme l'indique le rôle des redevances de Montlhéry sous Philippe-Auguste : « Ivellacius est homo ligius Regis de hoc quod habet apud Biefvre et Balneolis ». Dans le compte du revenu du même prince en 1202, un des articles des recettes portes ces mots : « De Majoria Balneolorum, quator libræ quinque folidi ». Henri Sauval nous apprend que le village de Bagneux devait autrefois du vin et de l'avoine au roi.
En 1358, parmi les droits du concierge du palais spécifié par le roi Jean II le Bon : « Et aussi plusieurs héritages assis à Baigneux-Saint-Eublanc et au terroir d'environ, trois chapons et demi et trois pains et demi, payés audit Palais audit Concierge ou à ses gens le lendemain de Noël chacun an ».
Le domaine avait au XVe siècle quelques rentes sur des vignes au finage de Bagneux. En 1472, Louis XI remit à Jean Le Boulanger, premier président du parlement de Paris, la rente sur quatre arpents de vigne situés en ce lieu qui lui appartenait à cause de Marie Chevalier, sa femme.
Un arrêt de la Chambre des comptes de 1543 autorise Pierre Rougeoreille à bâtir un moulin à vent au territoire de Bagneux. Dans un procès-verbal de la coutume de Paris du 1580, les abbayes de Sainte-Geneviève de Paris prennent chacune le titre de seigneur en partie de Bagneux. Déjà en 1123, l'évêque de Paris, monseigneur Guibert ou (Girbert, mort en 1123), donna à l'abbaye Saint-Victor de Paris plusieurs arpents de vigne au finage de Bagneux. La bulle que le pape Alexandre III délivre en 1163 à l'abbaye Sainte-Geneviève de Paris confirme que tous les biens et domaines : « apud Balneolum et Fontanetum, terras, nemora et prata ».
En 1667, le curé et les marguilliers de l'église reçurent l'autorisation de fonder une confrérie des saints Herbland et Nicolas, saint Pierre et saint Paul, dont la fête était fixée au dimanche après le 16 juillet 1667.
Le 23 janvier 1672, un arrêt du parlement contre le curé de Bagneux ordonne l'exécution d'un testament portant que des religieux feront les services à la paroisse de Bagneux.
Lors de la Révolution de 1789, l'église est le lieu des réunions débouchant sur la signature du cahier des doléances le 13 avril 1789. Le rédacteur est Darigand, avocat au Parlement qui exprime les doléances communes de la population. On y trouve la réprobation des paysans qui accusent les chasses du roi d'entretenir du gibier qui ravage les récoltes, d'avoir des impôts trop lourds dont celui « des droits rétablis », comme étant dans la banlieue de Paris. Le 28 juin 1790, les habitants de Bagneux se réunissent à l'église pour désigner les électeurs des six gardes nationaux devant se rendre au Bourg-la-Reine le 4 juillet suivant pour désigner les députés qui iront, le 14 juillet, au nom de tous les habitants, prononcer le serment civique à Paris.
Gabriel Floret, curé de Bagneux, rend compte de sa gestion des biens de la cure pendant l'année 1790. Sur leur déclaration, les maire et officiers municipaux de Bagneux certifiant que leur curé se trouve dans l'impossibilité de fournir un état exact en raison des frais d'exploitation dont il n'a pas tenu registre, et évaluent le revenu net de la cure à 2 400 livres, et même à 3 000 pour la présente année.
Le 30 juillet 1792, la municipalité de Bagneux délibère sur un emprunt de 400 livres contracté sur les deniers de la fabrique de Saint-Herbland, en vue de l'achat de 12 fusils avec leurs baïonnettes, de lit de camp et de guérite pour le service du corps de garde, attendu la pénurie d'armes, et nomination de commissaires, entre autres le capitaine de la garde nationale, pour l'achat desdits fusils.
L'église reconvertie en temple de la Raison reçoit le 24 brumaire an II (14 novembre 1793) un grand nombre d'habitants qui constitue alors une Société populaire des amis de la Constitution. Cette société organise la vie quotidienne des habitants, s'occupant de l’approvisionnement en nourriture, des récoltes, de l'ordre et de la police. Elle tient tous les jours réunion au sein du temple de la Raison avec à sa tête le curé Gabriel Floret. Les procès-verbaux de cette société cessent le 27 juillet 1794 avec la chute du Comité de salut public lors du coup d'État du 9 Thermidor.

### Donations et legs à l'église de Bagneux
- vers 1100 : Adam, préchantre.
- 1221 : Radulphe Pocquet donne des vignes et d'autres biens situés en ce lieu, afin de doter une chapellenie de l'église Notre-Dame que l'on croit être l'une de celles de S. Léonard.
- XIIIe siècle : Matthieu de Beauvais, chanoine assigna ce qu'il avait de vignes au même lieu de Bagneux.
- vers 1250 : Noël, official de Paris donne une maison, des vignes et des terres à Bagneux.
- XIIIe siècle : Hildegarde donne cinq arpents de vignes dont le vin servira au chapitre en temps de carême.
- XIIIe siècle : Guillaume de Varzy, chanoine de Paris, lègue quatre arpents de vignes dans le canton de Trocoustant.
- 1270-1280 : Simon de Sévre donne un canton de terre nommé Boutervilliers sur la paroisse de Bagneux.
- 1297 : Geoffroy de Gien, chanoine et pénitencier de Paris, lègue plusieurs pièces de terres, les unes dans le canton de Bagneux appelé Garlande, et d'autres dans celui nommé Paroy en la censive du chapitre.
- XIIIe siècle : maître Hervé le Breton, diacre, y assigna du revenu sur sa vigne de Lozeret, située en allant sur Fontenay et il donna plusieurs arpents de terre que Gervais Jeancolet de Clinchamp (?-Rome.1287), chanoine de Paris, cardinal prêtre, prit à bail.

### Dîmes
- Dîmes : rentes sur les dîmes de Fontenay, Herbland et Châtillon appartenant aux religieuses de Notre-Dame de Gif, puis sur un tiers des dîmes de Fontenay et Châtillon, 1361-1498 (d. 15)[92].

### Liste des curés de la paroisse
- 1196 : Erardus[93]. Il est témoin dans un acte de Maurice de Sully où il est désigné comme « Erardus presbyter de Baniolis ».
- 1463 : Pierre Lomer, (Lornier), absent le dernier jour de janvier, lors de la visite archidiaconale remplacé par Richard Lomer. On y apprend que le nombre des paroissiens est de soixante en tout, qu'il n'y a pas de sage-femme. Le visiteur a chargé les marguilliers de faire dresser un nouvel inventaire, et de plus de prendre soin de se procurer de nouveaux ornements pour diacre et sous diacre avant la fête de la saint Jehan[94]
- 1470-1500 : Jean Mouchard (?-† 1500), connu par le compte-rendu de sa visite de l'archidiaconé de Josas, le 26 juin 1470[95],[96]. Il ne réside pas sur place, mais à Paris et le ministère est assuré par Guillaume Folet ou Follet qui est également remplaçant à la date du 23 décembre 1459[97]. Il y a alors 70 habitants. La paroisse ne compte pas d'excommuniés, la sage-femme est Jehanne, femme de Jehan Beaufilz.
- 1548 : Philippe de Maugarny, prêtre docteur régent en la faculté de théologie en l'Université de Paris, curé de Bagneux et de Villiers-sur-Marne, demeurant à Paris au collège de Navarre[98]
- 1561 : Jean Baillon, prêtre vicaire de Bagneux (92). Constitution, moyennant 480 livres, de 40 livres de rente à Jean Bellair, chapelain du collège de Navarre par Jean Baillon et trois laboureurs de Bagneux[99].
- 1605-1645 : Pierre Tourbier[100].
- 1672-1691 : René Camusat, cité en 1672 dans un procès pour empêcher l'exécution du testament fait le 24 février 1669 par Gabrielle de Moncuit, veuve de Jean Sourlicq, capitaine d'une compagnie de Gardes Suisses, cité à cette date de 1691 dans une donation[101].
- 1688-1719 : Louis Hugues le Jeune, semble être le principal artisan de la création d'écoles à Bagneux, cité sur la pierre de fondation de 1725 alors qu'il est déjà mort.
- mort en 1719 : Jacques Guiot, vicaire, inhumé dans l'église à cette date[102].
- 1718 : Étienne, docteur en Sorbonne, curé, il signe également la lettre écrite au cardinal de Noailles, au sujet du jugement rendu contre l'évêque de Senez : Jean Soanen en mars-avril 1718, ainsi que son vicaire Vigier. Ils font partie des appelants contre la Bulle Unigenitus[103].
- 1725 : Pierre Camuzat[104], au sujet duquel il, est dit qu'il fit un long ministère, participa à l'établissement des premières écoles ainsi qu'en fait foi un contrat gravé dans la pierre de fondation en calcaire blanc, placée en son temps à l'entrée de l'église, et destinée à ce que l'on sache que la fondation à perpétuité d'un maître d'école et de deux sœurs de la Charité pour l'instruction des enfants et le soin des pauvres malades était leur œuvre. Cette pierre qui se trouvait en 1984 sous le clocher, sur le pilier nord de la voûte en berceau, mentionne que les fonds nécessaires au fonctionnement de ces deux écoles (garçons et filles) étaient fournis par deux curés de Bagneux sur leurs propres ressources : Pierre Camuzat et Louis Hugues le Jeune, ainsi que par Paul de Laistre maître de la Chambre aux deniers, Dominique Faver avocat au Parlement, Philippe Brochant bourgeois de Paris, Flory de Lessart, président des Trésoriers de France.
- 1751 -17..: M. de la Garde, actif en 1751. C'est lui qui grâce à une imposition collective put réédifier, la vieille église tel que nous la connaissons encore au XXIe siècle, et seul de l'ancienne église le clocher fut conservé[105]
- 1760-1776 : François de Chabannes de Rhodes (vers 1706-1782), docteur en théologie, curé de Bagneux nommé à la cure par le Chapitre de Notre-Dame de Paris, en poste à cette date, il fait construire l'ancien presbytère sur ses propres deniers. Il est mort le 11 juin 1776, et fut inhumé dans le chœur de l'église. Ce curé a laissé des traces dans les Archives nationales de France du fait de son badinage avec deux filles le 14 janvier 1757, il a alors 51 ans[106].
- 1783 : J-B. Colson, vicaire[107]
- 1789 : Nicolas Cordier[108],
- 1789-vers 1793 : Gabriel Floret, successeur et neveu de Chabannes de Rhodes. Le 2 août 1789, sous l'Assemblée constituante, il participe à la vie municipale en autorisant Alliette, syndic municipal, à se joindre aux autres députés pour se concerter sur ce qui doit être présenté aux États généraux de 1789. Le 15 août et le 6 septembre, il est membre d'une assemblée municipale qui organise la Garde nationale. Le 7 février 1790 il est désigné président de la municipalité à l'unanimité. Pour être en conformité avec les décrets de l'Assemblée Constituante, il fait la déclaration des biens de l'église le 11 février 1790. Le 18 avril 1790, il participe à la prestation du serment civique à l'église Saint-Hermeland de Bagneux et chante avec tous les citoyens un Te Deum. Le 24 brumaire An II (14 novembre 1793), il adhère à la Société populaire de Bagneux qui a pour fondement la Déclaration des droits de l'homme et la défense de la Constitution présentée le 24 juin 1793. Il en reçoit le sextidi ventôse An II (24 février 1794),un certificat de civisme. L'église devient alors un temple de la Raison et du culte de l'Être suprême.
- 1805 : abbé Filastre. Dans un texte du 30 fructidor de l'An XIII (17 septembre 1805), il se désigne comme desservant de l'église de Bagneux, il devient ensuite curé[109]. Le 29 novembre 1816, Eugénie Renique lui revendit l'ancien presbytère, connue depuis sous le nom de maison Masséna[110]. Il remplace avec l'abbé Rolland,curé de l'église Sainte-Marie-Madeleine du Plessis-Picquet, de juillet à octobre 1815 l'abbé Nicolas Blanchard curé de l'église Saint-Gilles de Bourg-la-Reine mort le 26 juin 1815[111], puis de février à juillet 1819, il assure de nouveau, avec le père Jean-François, jésuite de Montrouge, et l'abbé Hersecap, curé de Chevilly, l'intérim à l'église de Bourg-la-Reine[112]
- 1823 : Charles Torracinta (né en 1798)[113], nommé en 1823[114], actif en 1829[115]. De juillet 1830 à février 1831, il assure l'intérim de l'église Saint-Gilles de Bourg-la-Reine, avec l'abbé Paulet-Tournemire, vicaire de l'église Saint-Jean-Baptiste de Sceaux[116]. Il est ensuite candidat à un canonicat du second ordre de Saint-Denis -1837-1851[117]
- 1844 : Salesse, actif à cette date.
- 1859 : Auger, actif en 1859[118].
- Gaston Philippe Landrée en 1865[119]
- P.L. Hinet, actif en 1870, 1877[120].
- Paul-Armand Klein (1846-1911), actif de 1870 à 1900[121].
- 1912 : Gaston Philippe Landrée (né en 1865), actif à cette date[122].
- 1929 : abbé Boulogne. Se plaignant de l'état de son église au chanoine G. Archambault, celui-ci lui répond : « Il faut avouer aussi que d'importants délabrements font souffrir votre belle église dans ses voûtes et dans ses murs et menacent de la laisser s'abîmer dans une ruine complète »[123].
- 1940 : Albert Petit. L'occupant allemand envoya une cloche de l'église à la fonte pour récupération du métal au cours de son ministère[124].
- 1984 : Jean Mouillade.
- 2012 : Jozef Zwolinski.
- 2018 : Franck Javary.

## Pour approfondir